# Distrito Escolar de Salt Lake City

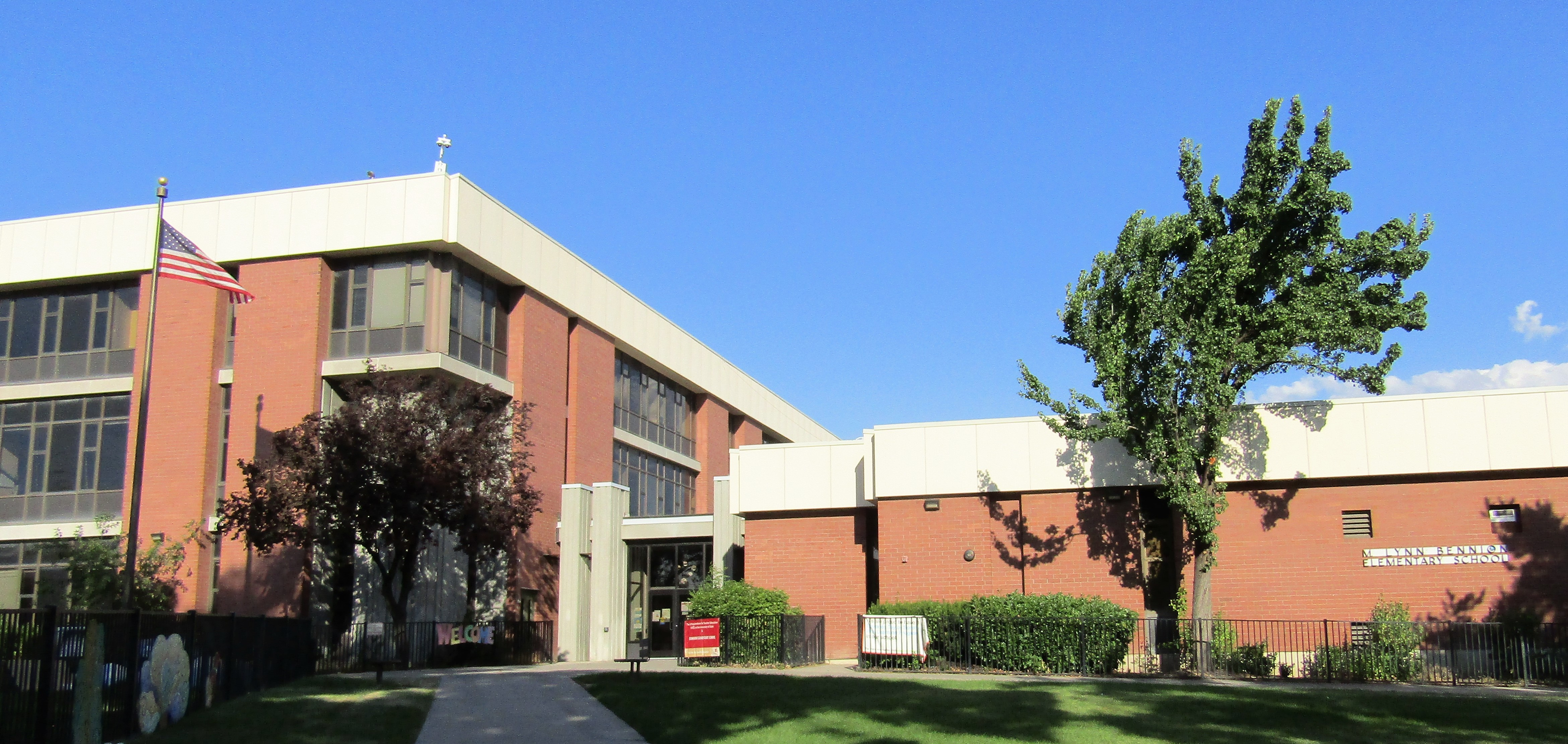
Imagen de e lDistrito Escolar de Salt Lake City.

El Distrito Escolar de Salt Lake City (DESLC, Inglés: Salt Lake City School District, SLCSD) es un distrito escolar de Utah. Tiene su sede en Salt Lake City. El consejo escolar tiene un presidente, un vicepresidente, y cinco miembros.